# Фоссати, Марко
Марко Фоссати (итал. Marco Fossati; родился 5 октября 1992 года, Монца, Италия) — итальянский футболист, выступающий на позиции полузащитника, игрок румынского клуба «Университатя».

## Карьера
Фоссати родился в Монце, столичном районе Милана, и начал играть в футбол в детстве, выступая за любительскую командой «Чимьяно» в 2001 году, прежде чем присоединиться к молодежной системе «Милана» в начале сезона 2002/03 года. Пять лет спустя он к принципиальному сопернику «Милана» — Интернационале, где провел три сезона, играя за сборную юниоров (до 17 лет) и Примаверу (до 20 лет), а также трижды выступал с первой командой в товарищеских матчах.  Однако в июле 2010 года Фоссати был продан обратно в «Милан» вместе с одноклубниками Аттилой Филкором и Кристианом Даминуцэ на общую сумму 7 миллионов евро. Марко провёл сезон 2010/11 года, играя за миланскую команду (до 20 лет).  